# La Quête d'Emily
 (mars 2025).
 (mars 2024).
La mise en forme du texte ne suit pas les recommandations de Wikipédia : il faut le « wikifier ».
Les points d'amélioration suivants sont les cas les plus fréquents. Le détail des points à revoir est peut-être précisé sur la page de discussion.
- Les titres sont pré-formatés par le logiciel. Ils ne sont ni en capitales, ni en gras.
- Le texte ne doit pas être écrit en capitales (les noms de famille non plus), ni en gras, ni en italique, ni en « petit »…
- Le gras n'est utilisé que pour surligner le titre de l'article dans l'introduction, une seule fois.
- L'italique est rarement utilisé : mots en langue étrangère, titres d'œuvres, noms de bateaux, etc.
- Les citations ne sont pas en italique mais en corps de texte normal. Elles sont entourées par des guillemets français : « et ».
- Les listes à puces sont à éviter, des paragraphes rédigés étant largement préférés. Les tableaux sont à réserver à la présentation de données structurées (résultats, etc.).
- Les appels de note de bas de page (petits chiffres en exposant, introduits par l'outil «  Source ») sont à placer entre la fin de phrase et le point final[comme ça].
- Les liens internes (vers d'autres articles de Wikipédia) sont à choisir avec parcimonie. Créez des liens vers des articles approfondissant le sujet. Les termes génériques sans rapport avec le sujet sont à éviter, ainsi que les répétitions de liens vers un même terme.
- Les liens externes sont à placer uniquement dans une section « Liens externes », à la fin de l'article. Ces liens sont à choisir avec parcimonie suivant les règles définies. Si un lien sert de source à l'article, son insertion dans le texte est à faire par les notes de bas de page.
- La présentation des références doit suivre les conventions bibliographiques. Il est recommandé d'utiliser les modèles {{Ouvrage}}, {{Chapitre}}, {{Article}}, {{Lien web}} et/ou {{Bibliographie}}. Le mode d'édition visuel peut mettre en forme automatiquement les références.
- Insérer une infobox (cadre d'informations à droite) n'est pas obligatoire pour parachever la mise en page.

Pour une aide détaillée, merci de consulter Aide:Wikification.
Si vous pensez que ces points ont été résolus, vous pouvez retirer ce bandeau et améliorer la mise en forme d'un autre article.
La Quête d'Emily, de l'autrice canadienne Lucy Maud Montgomery, succède à L'Ascension d'Emily. Publié en 1927, il s'agit du troisième et dernier tome de la trilogie consacrée au personnage Emily.

## Résumé
Emily Starr a maintenant dix-sept ans et a terminé ses études au lycée de Shewsbury. À New Moon, sa famille la considère comme une adulte, et lui accorde beaucoup plus de liberté. Emily et Teddy Kent sont toujours amis, mais lorsque Teddy est sur le point de partir pendant deux ans afin de poursuivre ses études d'artiste, Emily a l'impression que leur amitié s'épanouit en quelque chose de plus. Avant son départ, ils se jurent de penser l'un à l'autre, en regardant l'étoile Véga de la Lyre.
Au cours des deux années suivantes, Emily grandit en tant qu'écrivain et apprend à gérer la solitude liée au départ de ses amis les plus proches (Ilse et Teddy à Montréal et Perry à Charlottetown ). La vie à New Moon change. M. Carpenter, professeur préféré d'Emily et critique le plus véridique, décède. Emily commence à s'épanouir en tant qu'écrivaine au point que le clan Murray reconnaît enfin son métier. Elle se rapproche de Dean Priest, même si elle craint qu'il souhaite plus que son amitié. Emily et Teddy deviennent distants alors qu'il se concentre sur la construction de sa propre carrière et qu'elle cache ses sentiments derrière la fierté.
Emily se lance dans son travail et écrit un roman, Le Marchand de rêves. Après avoir essuyé les refus de plusieurs éditeurs, elle le soumet à l'avis de Dean, la seule personne qu'elle estime capable de lui donner un avis honnête. Il lui dit que le livre est « joli, futile et fugace ». Dans son chagrin, Emily brûle le manuscrit avant de se précipiter vers la porte, pour trébucher sur un panier laissé dans les escaliers et se faire percer le pied par une paire de ciseaux.
La blessure et l'empoisonnement du sang qui en résultent menacent la vie d'Emily, et les médecins discutent au pire de sa mort ou, au mieux, de son amputation. Dean la réconforte pendant sa longue période de convalescence, si bien qu'elle en vient à dépendre de sa compagnie. Lorsque finalement elle se rétablit miraculeusement, elle perd l’envie d’écrire. À présent consciente que Dean l'aime, elle décide qu'elle va l'épouser. Si elle ne peut pas avoir la folle passion de la romance, elle peut se contenter d'une amitié durable.
Les deux familles désapprouvent les fiançailles, car d'une part les Priest croient qu'Emily épouse Dean pour son argent, et d'autre part, les Murray sont scandalisés par le fait qu'il a vingt-trois ans de plus qu'elle. Bien qu'Emily et Dean souhaitent se marier au plus vite, la tante Elizabeth insiste pour qu'Emily, qui n'a que dix-neuf ans, attende un an de plus avant de se marier. Elle ressent alors un mélange de joie et d'emprisonnement. Dean achète la maison désenchantée, (celle dans laquelle elle a promis de vivre un jour avec Teddy), et ensemble, ils commencent à la meubler.
Lors d'une vision, Emily voit Teddy (qui étudie en Angleterre) lui demander de venir vers elle. Plus tard, elle apprend que son bateau a coulé en mer mais qu'il n'était pas à bord. Lui même avait aperçu Emily lors d'une vision, et c'est en la poursuivant qu'il n'a pas embarqué dans le bateau qui allait sombrer. Emily se rend compte qu'un lien les unit et qu'elle éprouve de l'amour pour lui. Elle rompt alors ses fiançailles avec Dean qui, bouleversé révèle qu'il pensait que son livre était bon et qu'il était jaloux qu'elle puisse se consacrer à autre chose qu'à lui. Bien que dévastée par cette révélation et regrettant d'avoir brûlé son livre, Emily reprend confiance en son talent.
Emily se délecte de sa liberté et de son succès littéraire grandissant. Lorsque Teddy et Ilse reviennent pour une visite, les trois amis passent leur temps à aller au bal. Emily s'attend à ce que quelque chose se passe entre elle et Teddy, mais craint que ses années d'absence l'aient rendu indifférent à elle.
Emily écrit un roman pour amuser sa tante Elizabeth pendant qu'elle est alitée à cause d'une jambe cassée, et grâce à Cousin Jimmy, le roman, La Morale de la Rose, est finalement publié par une grande maison d'édition. Or la joie de sa publication est gâchée lorsqu'elle apprend que Teddy est fiancé à Ilse. Cette dernière révèle très franchement que puisqu'elle ne peut pas avoir Perry, elle est d'accord pour se fiancer à Teddy. Elle n'a aucune idée qu'Emily est amoureuse de Teddy, et Emily est trop fière pour l'admettre.
Les fiançailles font naître une étrange amitié entre Emily et Mme Kent, la mère jalouse de Teddy. En lui rendant l'un de ses livres, Emily découvre une vieille lettre non ouverte. Mme Kent révèle plus tard que cette lettre lui a été écrite par le père de Teddy, qui lui demande pardon et lui exprime son amour. Cet épisode amène Mme Kent à révéler qu'avant le départ de son fils, Teddy a écrit une lettre à Emily lui avouant son amour pour elle, une lettre qu'elle a brûlée et remplacée par un poème. Mme Kent suggère qu'Emily pourrait dire la vérité à Teddy, mais Emily décide de garder cela entre eux pour ne pas gâcher le bonheur d'Ilse et Teddy.
Pendant les préparatifs du mariage d'Ilse et Teddy, Emily dit accidentellement à Perry qu'Ilse a toujours été amoureuse de lui. Plus tard, le jour du mariage, la tante d'Ilse arrive avec la nouvelle que Perry est sur le point de mourir après un accident de voiture. Ilse quitte Teddy à l'autel et revient quelques jours plus tard pour dire à Emily que Perry va bien mais que les deux ont l'intention de se marier. Teddy part discrètement pour Montréal avant qu'Emily ne trouve l'occasion de lui parler.
Les années passent et Emily se convainc qu'elle finira vieille fille, même si elle a de nombreux prétendants. Mme Kent lui envoie un message de Montréal, la suppliant Emily de dire la vérité à son fils et lui révéler son amour. Emily refuse, croyant que Teddy ne l'aime plus.
Une nuit, elle entend le sifflement caractéristique de Teddy dans le jardin. Elle va vers lui, et les années d'incompréhension sont balayées d'un regard. Ils décident de se marier et de se pardonner leur bêtise et leur orgueil. Dean, apprenant leurs fiançailles, leur donne la maison désenchantée et promet à la future mariée qu'ils pourront rester amis malgré tout.

## Série
| # | Livre                      | Publication | Âge d'Emily |                        |
| - | -------------------------- | ----------- | ----------- | ---------------------- |
| 1 | Émilie de la Nouvelle Lune | 1923        | 10-13       | Enfant                 |
| 2 | L'Ascension d'Emily        | 1925        | 13-17       | Début de l'adolescence |
| 3 | La Quête d'Emily           | 1927        | 17-28       | Jeune adulte           |